# Liga de Campeones de la UEFA 1999-2000
La Liga de Campeones de la UEFA 1999-2000 fue la 45.ª edición en la historia de la competición. En esta temporada se produjo un cambio importante en el formato, al llevarse a cabo una considerable ampliación de los equipos participantes en las mejores ligas del continente (de modo que las tres con mejor coeficiente UEFA llegaron a tener hasta 4 representantes). 
Por primera vez se aplicó el coeficiente UEFA por clubes, lo que evitó enfrentar a los mejores equipos entre sí en las primeras rondas. La fase final, en la que participaron 32 equipos constó de dos rondas de liguilla en grupos de 4 equipos. De la primera salían los 16 equipos que participaban en la segunda, en la cual los 2 primeros de cada grupo pasaban a cuartos de final. Otra novedad añadida fue la posibilidad de participar en la Copa de la UEFA para los terceros de grupo de la primera liguilla.
Este nuevo formato llevó a ampliar en 3 el número de rondas previas de clasificación, de modo que esta edición se disputó entre julio de 1999 y mayo de 2000, con la participación inicial de 71 equipos, representantes de 47 federaciones nacionales diferentes.
La Final, a partido único, tuvo lugar el 24 de mayo de 2000 en el Stade de France de Saint-Denis de París, en Francia, y en ella se enfrentaron el Real Madrid y el Valencia CF, con victoria del equipo madrileño por un marcador de 3-0. Se da la circunstancia de que esta fue la primera final de la máxima competición que enfrentaba a dos equipos del mismo país.

## Rondas previas de clasificación

### Primera ronda previa
El sorteo se realizó el 30 de junio de 1999 en Ginebra.
Los duelos se disputaron el 14 y 21 de julio de 1999.
| Equipo Local Ida         | Resultado | Equipo Visitante Ida | Ida | Vuelta |
| ------------------------ | --------- | -------------------- | --- | ------ |
| Zalgiris Vilnius         | 5:0       | Tsement Ararat       | 2:0 | 3:0    |
| PFC Litex Lovech         | 5:0       | Glentoran FC         | 3:0 | 2:0    |
| FK Sloga Jugomagnat      | (v)2:2    | FK Gäncä             | 1:0 | 1:2    |
| IB Vestmannaeyja         | 3:1       | KF Tirana            | 1:0 | 2:1    |
| St Patrick's Athletic FC | 0:10      | Zimbru Chişinău      | 0:5 | 0:5    |
| HB Tórshavn              | 1:7       | FC Haka              | 1:1 | 0:6    |
| FK Partizan Beograd      | 10:1      | FC Flora             | 6:0 | 4:1    |
| Jeunesse Esch            | 0:10      | Skonto Riga          | 0:2 | 0:8    |
| Barry Town FC            | 2:3       | Valletta FC          | 0:0 | 2:3    |

### Segunda ronda previa
El sorteo se realizó el 30 de junio de 1999 en Ginebra.
Los duelos se disputaron el 28 de julio y 4 de agosto de 1999.
| Equipo Local Ida    | Resultado | Equipo Visitante Ida | Ida | Vuelta |
| ------------------- | --------- | -------------------- | --- | ------ |
| Dinamo Kiev         | 3:0       | Zalgiris Vilnius     | 2:0 | 1:0    |
| Maribor             | 5:4       | Racing Genk          | 5:1 | 0:3    |
| Dnepr Mahilyow      | 0:3       | AIK Solna            | 0:1 | 0:2    |
| Litex Lovech        | 5:5 (p.)  | Widzew Łódź          | 4:1 | 1:4    |
| FK Sloga Jugomagnat | 0:2       | Brøndby              | 0:1 | 0:1    |
| IB Vestmannaeyja    | 1:5       | MTK Hungária         | 0:2 | 1:3    |
| CSKA Moscú          | 2:4       | Molde FK             | 2:0 | 0:4    |
| Dinamo Tbilisi      | 2:3       | Zimbru Chişinău      | 2:1 | 0:2    |
| Beşiktaş            | 1:1 (v.)  | Hapoel Haifa         | 1:1 | 0:0    |
| Haka                | 1:7       | Rangers              | 1:4 | 0:3    |
| Partizan Belgrado   | 6:1       | Rijeka               | 3:1 | 3:0    |
| Rapid Bucarest      | 4:5       | Skonto Riga          | 3:3 | 1:2    |
| Rapid Viena         | 5:0       | Valletta             | 3:0 | 2:0    |
| Anorthosis          | 3:2       | Slovan Bratislava    | 2:1 | 1:1    |

### Tercera ronda previa
El sorteo se realizó el 23 de julio de 1999 en Ginebra.
Los duelos se disputaron el 11 y 25 de agosto de 1999.
| Equipo Local Ida  | Resultado | Equipo Visitante Ida | Ida | Vuelta    |
| ----------------- | --------- | -------------------- | --- | --------- |
| Aalborg           | 3:4       | Dinamo Kiev          | 1:2 | 2:2       |
| Olympique de Lyon | 0:3       | Maribor              | 0:1 | 0:2       |
| AEK Atenas        | 0:1       | AIK Solna            | 0:0 | 0:1       |
| Fiorentina        | 5:1       | Widzew Łódź          | 3:1 | 2:0       |
| Brøndby           | 3:6       | Boavista             | 1:2 | 2:4(pró.) |
| Teplice           | 0:2       | Borussia Dortmund    | 0:1 | 0:1       |
| Croatia Zagreb    | 2:0       | MTK Hungária         | 0:0 | 2:0       |
| Sturm Graz        | 4:3       | Servette             | 2:1 | 2:2       |
| Molde FK          | (v.)1:1   | Mallorca             | 0:0 | 1:1       |
| Zimbru Chişinău   | 0:2       | PSV Eindhoven        | 0:0 | 0:2       |
| Hapoel Haifa      | 0:4       | Valencia             | 0:2 | 0:2       |
| Rangers           | 2:1       | Parma                | 2:0 | 0:1       |
| Spartak Moscú     | 5:1       | Partizan Belgrado    | 2:0 | 3:1       |
| Chelsea           | 3:0       | Skonto Riga          | 3:0 | 0:0       |
| Rapid Viena       | 0:4       | Galatasaray          | 0:3 | 0:1       |
| Hertha Berlín     | 2:0       | Anorthosis           | 2:0 | 0:0       |

## Fase de grupos
- En esta primera ronda participaron 32 equipos:
  - Los 16 ganadores de los enfrentamientos de la tercera ronda de la fase previa.
  - 10 equipos campeones de ligas situadas entre las posiciones 1 y 10 del ranking de la UEFA, incluyendo el vigente campeón de la competición, el Manchester United.
  - 6 equipos clasificados en segunda posición en ligas situadas entre los puestos 1 y 6 del ranking de la UEFA.
- Los 32 equipos fueron encuadrados, por sorteo, en 8 grupos diferentes de cuatro equipos cada uno. Todos los equipos de cada grupo se enfrentaron entre ellos compitiendo en formato de liguilla, con partidos de ida y vuelta. Cada equipo sumó tres puntos por victoria, uno por empate y ninguno por derrota.
- En el sorteo los 32 equipos participantes estuvieron en 4 bombos distintos en función de su coeficiente UEFA, de modo que los 7 equipos con el mejor coeficiente y el campeón de la pasada edición fueron encuadrados en distintos grupos en calidad de cabezas de serie. También se evitó enlazar a equipos de un mismo país en un mismo grupo.
- Los dos primeros clasificados de cada grupo se clasificaron para disputar la liguilla de octavos de final de la Liga de Campeones. Los terceros clasificados, eliminados de la Liga de Campeones, fueron invitados a participar en la tercera ronda de la Copa de la UEFA.
- El sorteo se realizó el 26 de agosto de 1999 en Mónaco.

### Grupo A
| Pos. | Equipo           | Pts. | PJ | G | E | P | GF | GC | Dif. | Clasificación                      |
| ---- | ---------------- | ---- | -- | - | - | - | -- | -- | ---- | ---------------------------------- |
| 1    | Lazio            | 14   | 6  | 4 | 2 | 0 | 13 | 3  | +10  | Acceso a la segunda fase de grupos |
| 2    | Dinamo Kiev      | 7    | 6  | 2 | 1 | 3 | 8  | 8  | 0    | Acceso a la segunda fase de grupos |
| 3    | Bayer Leverkusen | 7    | 6  | 1 | 4 | 1 | 7  | 7  | 0    | Acceso a la Copa de la UEFA        |
| 4    | Maribor          | 4    | 6  | 1 | 1 | 4 | 2  | 12 | −10  |                                    |

 Fuente: [cita requerida]
| Fecha            | Lugar                   | Local            | Resultado | Visitante        |
| ---------------- | ----------------------- | ---------------- | --------- | ---------------- |
| 14 de septiembre | BayArena                | Bayer Leverkusen | 1–1       | Lazio            |
| 14 de septiembre | Lobanovsky Stadium      | Dinamo Kiev      | 0-1       | Maribor          |
| 22 de septiembre | Stadio Olimpico di Roma | Lazio            | 2–1       | Dinamo Kiev      |
| 22 de septiembre | Ljudski vrt             | Maribor          | 0–2       | Bayer Leverkusen |
| 29 de septiembre | BayArena                | Bayer Leverkusen | 1–1       | Dinamo Kiev      |
| 29 de septiembre | Stadio Olimpico di Roma | Lazio            | 4–0       | Maribor          |
| 19 de octubre    | Lobanovsky Stadium      | Dinamo Kiev      | 4-2       | Bayer Leverkusen |
| 19 de octubre    | Ljudski vrt             | Maribor          | 0–4       | Lazio            |
| 27 de octubre    | Stadio Olimpico di Roma | Lazio            | 1-1       | Bayer Leverkusen |
| 27 de octubre    | Ljudski vrt             | Maribor          | 1–2       | Dinamo Kiev      |
| 2 de noviembre   | BayArena                | Bayer Leverkusen | 0–0       | Maribor          |
| 2 de noviembre   | Lobanovsky Stadium      | Dinamo Kiev      | 0–1       | Lazio            |

### Grupo B
| Pos. | Equipo        | Pts. | PJ | G | E | P | GF | GC | Dif. | Clasificación                      |
| ---- | ------------- | ---- | -- | - | - | - | -- | -- | ---- | ---------------------------------- |
| 1    | Barcelona     | 14   | 6  | 4 | 2 | 0 | 19 | 9  | +10  | Acceso a la segunda fase de grupos |
| 2    | Fiorentina    | 9    | 6  | 2 | 3 | 1 | 9  | 7  | +2   | Acceso a la segunda fase de grupos |
| 3    | Arsenal       | 8    | 6  | 2 | 2 | 2 | 9  | 9  | 0    | Acceso a la Copa de la UEFA        |
| 4    | AIK Estocolmo | 1    | 6  | 0 | 1 | 5 | 4  | 16 | −12  |                                    |

 Fuente: [cita requerida]
| Fecha            | Lugar                  | Local      | Resultado | Visitante  |
| ---------------- | ---------------------- | ---------- | --------- | ---------- |
| 14 de septiembre | Estadio Råsunda        | AIK Solna  | 1–2       | Barcelona  |
| 14 de septiembre | Stadio Artemio Franchi | Fiorentina | 0–0       | Arsenal    |
| 22 de septiembre | Camp Nou               | Barcelona  | 4–2       | Fiorentina |
| 22 de septiembre | Wembley                | Arsenal    | 3–1       | AIK Solna  |
| 29 de septiembre | Estadio Råsunda        | AIK Solna  | 0–0       | Fiorentina |
| 29 de septiembre | Camp Nou               | Barcelona  | 1–1       | Arsenal    |
| 19 de octubre    | Stadio Artemio Franchi | Fiorentina | 3–0       | AIK Solna  |
| 19 de octubre    | Wembley                | Arsenal    | 2–4       | Barcelona  |
| 27 de octubre    | Camp Nou               | Barcelona  | 5–0       | AIK Solna  |
| 27 de octubre    | Wembley                | Arsenal    | 0–1       | Fiorentina |
| 2 de noviembre   | Estadio Råsunda        | AIK Solna  | 2–3       | Arsenal    |
| 2 de noviembre   | Stadio Artemio Franchi | Fiorentina | 3–3       | Barcelona  |

### Grupo C
| Pos. | Equipo            | Pts. | PJ | G | E | P | GF | GC | Dif. | Clasificación                      |
| ---- | ----------------- | ---- | -- | - | - | - | -- | -- | ---- | ---------------------------------- |
| 1    | Rosenborg         | 11   | 6  | 3 | 2 | 1 | 12 | 5  | +7   | Acceso a la segunda fase de grupos |
| 2    | Feyenoord         | 8    | 6  | 1 | 5 | 0 | 7  | 6  | +1   | Acceso a la segunda fase de grupos |
| 3    | Borussia Dortmund | 6    | 6  | 1 | 3 | 2 | 7  | 9  | −2   | Acceso a la Copa de la UEFA        |
| 4    | Boavista          | 5    | 6  | 1 | 2 | 3 | 4  | 10 | −6   |                                    |

 Fuente: [cita requerida]
| Fecha            | Lugar            | Local             | Resultado | Visitante         |
| ---------------- | ---------------- | ----------------- | --------- | ----------------- |
| 14 de septiembre | Estádio do Bessa | Boavista          | 0–3       | Rosenborg         |
| 14 de septiembre | De Kuip          | Feyenoord         | 1–1       | Borussia Dortmund |
| 22 de septiembre | Lerkendal        | Rosenborg         | 2–2       | Feyenoord         |
| 22 de septiembre | Westfalenstadion | Borussia Dortmund | 3–1       | Boavista          |
| 29 de septiembre | Estádio do Bessa | Boavista          | 1–1       | Feyenoord         |
| 29 de septiembre | Lerkendal        | Rosenborg         | 2–2       | Borussia Dortmund |
| 19 de octubre    | De Kuip          | Feyenoord         | 1–1       | Boavista          |
| 19 de octubre    | Westfalenstadion | Borussia Dortmund | 0–3       | Rosenborg         |
| 27 de octubre    | Lerkendal        | Rosenborg         | 2–0       | Boavista          |
| 27 de octubre    | Westfalenstadion | Borussia Dortmund | 1–1       | Feyenoord         |
| 2 de noviembre   | Estádio do Bessa | Boavista          | 1–0       | Borussia Dortmund |
| 2 de noviembre   | De Kuip          | Feyenoord         | 1–0       | Rosenborg         |

### Grupo D
| Pos. | Equipo                | Pts. | PJ | G | E | P | GF | GC | Dif. | Clasificación                      |
| ---- | --------------------- | ---- | -- | - | - | - | -- | -- | ---- | ---------------------------------- |
| 1    | Manchester United     | 13   | 6  | 4 | 1 | 1 | 9  | 4  | +5   | Acceso a la segunda fase de grupos |
| 2    | Olympique de Marsella | 10   | 6  | 3 | 1 | 2 | 10 | 8  | +2   | Acceso a la segunda fase de grupos |
| 3    | Sturm Graz            | 6    | 6  | 2 | 0 | 4 | 5  | 12 | −7   | Acceso a la Copa de la UEFA        |
| 4    | Dinamo Zagreb         | 5    | 6  | 1 | 2 | 3 | 7  | 7  | 0    |                                    |

 Fuente: [cita requerida]
| Fecha            | Lugar            | Local                 | Resultado | Visitante             |
| ---------------- | ---------------- | --------------------- | --------- | --------------------- |
| 14 de septiembre | Old Trafford     | Manchester United     | 0–0       | Dinamo Zagreb         |
| 14 de septiembre | Stade Vélodrome  | Olympique de Marsella | 2–0       | Sturm Graz            |
| 22 de septiembre | Maksimir Stadium | Dinamo Zagreb         | 1–2       | Olympique de Marsella |
| 22 de septiembre | UPC-Arena        | Sturm Graz            | 0–3       | Manchester United     |
| 29 de septiembre | Old Trafford     | Manchester United     | 2–1       | Olympique de Marsella |
| 29 de septiembre | Maksimir Stadium | Dinamo Zagreb         | 3–0       | Sturm Graz            |
| 19 de octubre    | Stade Vélodrome  | Olympique de Marsella | 1–0       | Manchester United     |
| 19 de octubre    | UPC-Arena        | Sturm Graz            | 1–0       | Dinamo Zagreb         |
| 27 de octubre    | Maksimir Stadium | Dinamo Zagreb         | 1–2       | Manchester United     |
| 27 de octubre    | UPC-Arena        | Sturm Graz            | 3–2       | Olympique de Marsella |
| 2 de noviembre   | Old Trafford     | Manchester United     | 2–1       | Sturm Graz            |
| 2 de noviembre   | Stade Vélodrome  | Olympique de Marsella | 2–2       | Dinamo Zagreb         |

### Grupo E
| Pos. | Equipo      | Pts. | PJ | G | E | P | GF | GC | Dif. | Clasificación                      |
| ---- | ----------- | ---- | -- | - | - | - | -- | -- | ---- | ---------------------------------- |
| 1    | Real Madrid | 13   | 6  | 4 | 1 | 1 | 15 | 7  | +8   | Acceso a la segunda fase de grupos |
| 2    | Porto       | 12   | 6  | 4 | 0 | 2 | 9  | 6  | +3   | Acceso a la segunda fase de grupos |
| 3    | Olympiacos  | 7    | 6  | 2 | 1 | 3 | 9  | 12 | −3   | Acceso a la Copa de la UEFA        |
| 4    | Molde       | 3    | 6  | 1 | 0 | 5 | 6  | 14 | −8   |                                    |

 Fuente: [cita requerida]
| Fecha            | Lugar                | Local       | Resultado | Visitante   |
| ---------------- | -------------------- | ----------- | --------- | ----------- |
| 15 de septiembre | Georgios Karaiskakis | Olympiacos  | 3–3       | Real Madrid |
| 15 de septiembre | Aker Stadion         | Molde FK    | 0–1       | Porto       |
| 21 de septiembre | Santiago Bernabéu    | Real Madrid | 4–1       | Molde FK    |
| 21 de septiembre | Das Antas            | Porto       | 2–0       | Olympiacos  |
| 28 de septiembre | Georgios Karaiskakis | Olympiacos  | 3–1       | Molde FK    |
| 28 de septiembre | Santiago Bernabéu    | Real Madrid | 3–1       | Oporto      |
| 20 de octubre    | Aker Stadion         | Molde FK    | 3–2       | Olympiacos  |
| 20 de octubre    | Das Antas            | Porto       | 2–1       | Real Madrid |
| 26 de octubre    | Santiago Bernabéu    | Real Madrid | 3–0       | Olympiacos  |
| 26 de octubre    | Das Antas            | Porto       | 3–1       | Molde FK    |
| 3 de noviembre   | Georgios Karaiskakis | Olympiacos  | 1–0       | Oporto      |
| 3 de noviembre   | Aker Stadion         | Molde FK    | 0–1       | Real Madrid |

### Grupo F
| Pos. | Equipo        | Pts. | PJ | G | E | P | GF | GC | Dif. | Clasificación                      |
| ---- | ------------- | ---- | -- | - | - | - | -- | -- | ---- | ---------------------------------- |
| 1    | Valencia      | 12   | 6  | 3 | 3 | 0 | 8  | 4  | +4   | Acceso a la segunda fase de grupos |
| 2    | Bayern Múnich | 9    | 6  | 2 | 3 | 1 | 7  | 6  | +1   | Acceso a la segunda fase de grupos |
| 3    | Rangers       | 7    | 6  | 2 | 1 | 3 | 7  | 7  | 0    | Acceso a la Copa de la UEFA        |
| 4    | PSV Eindhoven | 4    | 6  | 1 | 1 | 4 | 5  | 10 | −5   |                                    |

 Fuente: [cita requerida]
| Fecha            | Lugar                      | Local         | Resultado | Visitante     |
| ---------------- | -------------------------- | ------------- | --------- | ------------- |
| 15 de septiembre | Estadio Olímpico de Múnich | Bayern Múnich | 2–1       | PSV Eindhoven |
| 15 de septiembre | Estadio de Mestalla        | Valencia      | 2–0       | Rangers       |
| 21 de septiembre | Philips Stadion            | PSV Eindhoven | 1–1       | Valencia      |
| 21 de septiembre | Ibrox Stadium              | Rangers       | 1–1       | Bayern Múnich |
| 28 de septiembre | Estadio Olímpico de Múnich | Bayern Múnich | 1–1       | Valencia      |
| 28 de septiembre | Philips Stadion            | PSV Eindhoven | 0–1       | Rangers       |
| 20 de octubre    | Estadio de Mestalla        | Valencia      | 1–1       | Bayern Múnich |
| 20 de octubre    | Ibrox Stadium              | Rangers       | 4–1       | PSV Eindhoven |
| 26 de octubre    | Philips Stadion            | PSV Eindhoven | 2–1       | Bayern Múnich |
| 26 de octubre    | Ibrox Stadium              | Rangers       | 1–2       | Valencia      |
| 3 de noviembre   | Estadio Olímpico de Múnich | Bayern Múnich | 1–0       | Rangers       |
| 3 de noviembre   | Estadio de Mestalla        | Valencia      | 1–0       | PSV Eindhoven |

### Grupo G
| Pos. | Equipo               | Pts. | PJ | G | E | P | GF | GC | Dif. | Clasificación                      |
| ---- | -------------------- | ---- | -- | - | - | - | -- | -- | ---- | ---------------------------------- |
| 1    | Sparta Praga         | 12   | 6  | 3 | 3 | 0 | 14 | 6  | +8   | Acceso a la segunda fase de grupos |
| 2    | Girondins de Burdeos | 12   | 6  | 3 | 3 | 0 | 7  | 4  | +3   | Acceso a la segunda fase de grupos |
| 3    | Spartak de Moscú     | 5    | 6  | 1 | 2 | 3 | 9  | 12 | −3   | Acceso a la Copa de la UEFA        |
| 4    | Willem II            | 2    | 6  | 0 | 2 | 4 | 7  | 15 | −8   |                                    |

 Fuente: [cita requerida]
| Fecha            | Lugar                 | Local                 | Resultado | Visitante             |
| ---------------- | --------------------- | --------------------- | --------- | --------------------- |
| 15 de septiembre | Letná Stadium         | Sparta Praga          | 0–0       | Girondins de Bordeaux |
| 15 de septiembre | Willem II Stadion     | Willem II             | 1–3       | Spartak Moscú         |
| 21 de septiembre | Jacques Chaban-Delmas | Girondins de Bordeaux | 3–2       | Willem II             |
| 21 de septiembre | Olímpico Luzhniki     | Spartak Moscú         | 1–1       | Sparta Praga          |
| 28 de septiembre | Letná Stadium         | Sparta Praga          | 4–0       | Willem II             |
| 28 de septiembre | Jacques Chaban-Delmas | Girondins de Bordeaux | 2–1       | Spartak Moscú         |
| 20 de octubre    | Willem II Stadion     | Willem II             | 3–4       | Sparta Praga          |
| 20 de octubre    | Olímpico Luzhniki     | Spartak Moscú         | 1–2       | Girondins de Bordeaux |
| 26 de octubre    | Jacques Chaban-Delmas | Girondins de Bordeaux | 0–0       | Sparta Praga          |
| 26 de octubre    | Olímpico Luzhniki     | Spartak Moscú         | 1–1       | Willem II             |
| 3 de noviembre   | Letná Stadium         | Sparta Praga          | 5–2       | Spartak Moscú         |
| 3 de noviembre   | Willem II Stadion     | Willem II             | 0–0       | Girondins de Bordeaux |

### Grupo H
| Pos. | Equipo        | Pts. | PJ | G | E | P | GF | GC | Dif. | Clasificación                      |
| ---- | ------------- | ---- | -- | - | - | - | -- | -- | ---- | ---------------------------------- |
| 1    | Chelsea       | 11   | 6  | 3 | 2 | 1 | 10 | 3  | +7   | Acceso a la segunda fase de grupos |
| 2    | Hertha Berlín | 8    | 6  | 2 | 2 | 2 | 7  | 10 | −3   | Acceso a la segunda fase de grupos |
| 3    | Galatasaray   | 7    | 6  | 2 | 1 | 3 | 10 | 13 | −3   | Acceso a la Copa de la UEFA        |
| 4    | Milan         | 6    | 6  | 1 | 3 | 2 | 6  | 7  | −1   |                                    |

 Fuente: [cita requerida]
| Fecha            | Lugar              | Local            | Resultado | Visitante        |
| ---------------- | ------------------ | ---------------- | --------- | ---------------- |
| 15 de septiembre | Stamford Bridge    | Chelsea          | 0–0       | Milan            |
| 15 de septiembre | Ali Sami Yen       | Galatasaray      | 2–2       | Hertha de Berlín |
| 21 de septiembre | San Siro           | Milan            | 2–1       | Galatasaray      |
| 21 de septiembre | Olímpico de Berlín | Hertha Berlín    | 2–1       | Chelsea          |
| 28 de septiembre | Stamford Bridge    | Chelsea          | 1–0       | Galatasaray      |
| 28 de septiembre | San Siro           | Milan            | 1–1       | Hertha de Berlín |
| 20 de octubre    | Ali Sami Yen       | Galatasaray      | 0–5       | Chelsea          |
| 20 de octubre    | Olímpico de Berlín | Hertha Berlín    | 1–0       | Milan            |
| 26 de octubre    | San Siro           | Milan            | 1–1       | Chelsea          |
| 26 de octubre    | Olímpico de Berlín | Hertha de Berlín | 1–4       | Galatasaray      |
| 3 de noviembre   | Stamford Bridge    | Chelsea          | 2–0       | Hertha de Berlín |
| 3 de noviembre   | Ali Sami Yen       | Galatasaray      | 3–2       | Milan            |

## Liguilla de octavos de final
- En esta ronda participaron los 16 equipos que pasaron la liguilla de dieciseisavos de final encuadrados en 4 grupos de 4 equipos cada uno.
- Cada grupo tenía a dos primeros y dos segundos de grupo de la anterior ronda. No coincidían equipos de un mismo país en un mismo grupo.
- Los dos primeros clasificados de cada grupo se clasificaron para disputar los cuartos de final.
- El sorteo se realizó el 5 de noviembre de 1999 en Ginebra.

### Grupo A
| Pos. | Equipo        | Pts. | PJ | G | E | P | GF | GC | Dif. | Clasificación             |
| ---- | ------------- | ---- | -- | - | - | - | -- | -- | ---- | ------------------------- |
| 1    | Barcelona     | 16   | 6  | 5 | 1 | 0 | 17 | 5  | +12  | Acceso a cuartos de final |
| 2    | Porto         | 10   | 6  | 3 | 1 | 2 | 8  | 8  | 0    | Acceso a cuartos de final |
| 3    | Sparta Praga  | 5    | 6  | 1 | 2 | 3 | 5  | 12 | −7   |                           |
| 4    | Hertha Berlín | 2    | 6  | 0 | 2 | 4 | 3  | 8  | −5   |                           |

 Fuente: [cita requerida]
| Jor. | Fecha           | Estadio                    | Local            | Visitante        | Resultado |
| ---- | --------------- | -------------------------- | ---------------- | ---------------- | --------- |
| 1    | 23 de noviembre | Estadio Olímpico de Berlín | Hertha de Berlín | Barcelona        | 1–1       |
| 1    | 23 de noviembre | Letná Stadium              | Sparta Praga     | Porto            | 0–2       |
| 2    | 8 de diciembre  | Camp Nou                   | Barcelona        | Sparta Praga     | 5–0       |
| 2    | 8 de diciembre  | Das Antas                  | Porto            | Hertha de Berlín | 1–0       |
| 3    | 1 de marzo      | Estadio Olímpico de Berlín | Hertha de Berlín | Sparta Praga     | 1–1       |
| 3    | 1 de marzo      | Camp Nou                   | Barcelona        | Oporto           | 4–2       |
| 4    | 7 de marzo      | Letná Stadium              | Sparta Praga     | Hertha de Berlín | 1–0       |
| 4    | 7 de marzo      | Das Antas                  | Oporto           | Barcelona        | 0–2       |
| 5    | 15 de marzo     | Camp Nou                   | Barcelona        | Hertha de Berlín | 3–1       |
| 5    | 15 de marzo     | Das Antas                  | Oporto           | Sparta Praga     | 2–2       |
| 6    | 21 de marzo     | Estadio Olímpico de Berlín | Hertha de Berlín | Porto            | 0–1       |
| 6    | 21 de marzo     | Letná Stadium              | Sparta Praga     | Barcelona        | 1–2       |

### Grupo B
| Pos. | Equipo               | Pts. | PJ | G | E | P | GF | GC | Dif. | Clasificación             |
| ---- | -------------------- | ---- | -- | - | - | - | -- | -- | ---- | ------------------------- |
| 1    | Manchester United    | 13   | 6  | 4 | 1 | 1 | 10 | 4  | +6   | Acceso a cuartos de final |
| 2    | Valencia             | 10   | 6  | 3 | 1 | 2 | 9  | 5  | +4   | Acceso a cuartos de final |
| 3    | Fiorentina           | 8    | 6  | 2 | 2 | 2 | 7  | 8  | −1   |                           |
| 4    | Girondins de Burdeos | 2    | 6  | 0 | 2 | 4 | 5  | 14 | −9   |                           |

 Fuente: [cita requerida]
| Jor. | Fecha           | Estadio               | Local                 | Visitante             | Resultado |
| ---- | --------------- | --------------------- | --------------------- | --------------------- | --------- |
| 1    | 23 de noviembre | Artemio Franchi       | Fiorentina            | Manchester United     | 2–0       |
| 1    | 23 de noviembre | Estadio de Mestalla   | Valencia              | Girondins de Bordeaux | 3–0       |
| 2    | 8 de diciembre  | Old Trafford          | Manchester United     | Valencia              | 3–0       |
| 2    | 8 de diciembre  | Jacques Chaban-Delmas | Girondins de Bordeaux | Fiorentina            | 0–0       |
| 3    | 1 de marzo      | Artemio Franchi       | Fiorentina            | Valencia              | 1–0       |
| 3    | 1 de marzo      | Old Trafford          | Manchester United     | Girondins de Bordeaux | 2–0       |
| 4    | 7 de marzo      | Estadio de Mestalla   | Valencia              | Fiorentina            | 2–0       |
| 4    | 7 de marzo      | Jacques Chaban-Delmas | Girondins de Bordeaux | Manchester United     | 1–2       |
| 5    | 15 de marzo     | Old Trafford          | Manchester United     | Fiorentina            | 3–1       |
| 5    | 15 de marzo     | Jacques Chaban-Delmas | Girondins de Bordeaux | Valencia              | 1–4       |
| 6    | 21 de marzo     | Artemio Franchi       | Fiorentina            | Girondins de Bordeaux | 3–3       |
| 6    | 21 de marzo     | Estadio de Mestalla   | Valencia              | Manchester United     | 0–0       |

### Grupo C
| Pos. | Equipo         | Pts. | PJ | G | E | P | GF | GC | Dif. | Clasificación             |
| ---- | -------------- | ---- | -- | - | - | - | -- | -- | ---- | ------------------------- |
| 1    | Bayern Múnich  | 13   | 6  | 4 | 1 | 1 | 13 | 8  | +5   | Acceso a cuartos de final |
| 2    | Real Madrid    | 10   | 6  | 3 | 1 | 2 | 11 | 12 | −1   | Acceso a cuartos de final |
| 3    | Dinamo de Kiev | 10   | 6  | 3 | 1 | 2 | 10 | 8  | +2   |                           |
| 4    | Rosenborg      | 1    | 6  | 0 | 1 | 5 | 5  | 11 | −6   |                           |

 Fuente: [cita requerida]
| Jor. | Fecha           | Estadio                    | Local          | Visitante      | Resultado |
| ---- | --------------- | -------------------------- | -------------- | -------------- | --------- |
| 1    | 24 de noviembre | Lobanovsky Stadium         | Dinamo de Kiev | Real Madrid    | 1–2       |
| 1    | 24 de noviembre | Lerkendal                  | Rosenborg      | Bayern Múnich  | 1–1       |
| 2    | 7 de diciembre  | Santiago Bernabéu          | Real Madrid    | Rosenborg      | 3-1       |
| 2    | 7 de diciembre  | Estadio Olímpico de Múnich | Bayern Múnich  | Dinamo de Kiev | 2–1       |
| 3    | 29 de febrero   | Lobanovsky Stadium         | Dinamo de Kiev | Rosenborg      | 2–1       |
| 3    | 29 de febrero   | Santiago Bernabéu          | Real Madrid    | Bayern Múnich  | 2–4       |
| 4    | 8 de marzo      | Lerkendal                  | Rosenborg      | Dinamo de Kiev | 1–2       |
| 4    | 8 de marzo      | Estadio Olímpico de Múnich | Bayern Múnich  | Real Madrid    | 4–1       |
| 5    | 14 de marzo     | Santiago Bernabéu          | Real Madrid    | Dinamo de Kiev | 2–2       |
| 5    | 14 de marzo     | Estadio Olímpico de Múnich | Bayern Múnich  | Rosenborg      | 2–1       |
| 6    | 22 de marzo     | Lobanovsky Stadium         | Dinamo de Kiev | Bayern Múnich  | 2–0       |
| 6    | 22 de marzo     | Lerkendal                  | Rosenborg      | Real Madrid    | 0–1       |

### Grupo D
| Pos. | Equipo                | Pts. | PJ | G | E | P | GF | GC | Dif. | Clasificación             |
| ---- | --------------------- | ---- | -- | - | - | - | -- | -- | ---- | ------------------------- |
| 1    | Lazio                 | 11   | 6  | 3 | 2 | 1 | 10 | 4  | +6   | Acceso a cuartos de final |
| 2    | Chelsea               | 10   | 6  | 3 | 1 | 2 | 8  | 5  | +3   | Acceso a cuartos de final |
| 3    | Feyenoord             | 8    | 6  | 2 | 2 | 2 | 7  | 7  | 0    |                           |
| 4    | Olympique de Marsella | 4    | 6  | 1 | 1 | 4 | 2  | 11 | −9   |                           |

 Fuente: [cita requerida]
| Jor. | Fecha           | Estadio          | Local                 | Visitante             | Resultado |
| ---- | --------------- | ---------------- | --------------------- | --------------------- | --------- |
| 1    | 24 de noviembre | Stade Vélodrome  | Olympique de Marsella | Lazio                 | 0–2       |
| 1    | 24 de noviembre | Stamford Bridge  | Chelsea               | Feyenoord Rotterdam   | 3–1       |
| 2    | 7 de diciembre  | Olímpico di Roma | Lazio                 | Chelsea               | 0–0       |
| 2    | 7 de diciembre  | De Kuip          | Feyenoord Rotterdam   | Olympique de Marsella | 3–0       |
| 3    | 29 de febrero   | Stade Vélodrome  | Olympique de Marsella | Chelsea               | 1–0       |
| 3    | 29 de febrero   | Olímpico di Roma | Lazio                 | Feyenoord Rotterdam   | 1–2       |
| 4    | 8 de marzo      | Stamford Bridge  | Chelsea               | Olympique de Marsella | 1–0       |
| 4    | 8 de marzo      | De Kuip          | Feyenoord Rotterdam   | Lazio                 | 0–0       |
| 5    | 14 de marzo     | Olímpico di Roma | Lazio                 | Olympique de Marsella | 5–1       |
| 5    | 14 de marzo     | De Kuip          | Feyenoord Rotterdam   | Chelsea               | 1–3       |
| 6    | 22 de marzo     | Stade Vélodrome  | Olympique de Marsella | Feyenoord Rotterdam   | 0–0       |
| 6    | 22 de marzo     | Stamford Bridge  | Chelsea               | Lazio                 | 1–2       |

## Fase Final
Los ocho equipos clasificados disputaron una serie de eliminatorias a ida y vuelta, hasta decidir los dos equipos clasificados para la final de París. En la tabla se muestran todos los cruces de la fase final. El primer equipo de cada eliminatoria jugó como local el partido de ida, y el segundo jugó en su campo la vuelta. En los resultados se indica el marcador en la ida, seguido del de la vuelta.

La eliminatoria de cuartos de final enfrentó a cada campeón de grupo con un segundo clasificado de un grupo distinto al suyo, con la ventaja de jugar el partido de vuelta como local. El sorteo se realizó el 24 de marzo del 2000 en Ginebra.
|  | Cuartos de final                                               | Cuartos de final                                               | Cuartos de final                                               | Cuartos de final                                               | Cuartos de final                                               |   |    | Semifinales                                                 | Semifinales                                                 | Semifinales                                                 | Semifinales                                                 | Semifinales                                                 |  |    | Final                                           | Final                                           | Final                                           |  |
|  | 4 y 5 de abril de 2000 (ida) 18 y 19 de abril de 2000 (vuelta) | 4 y 5 de abril de 2000 (ida) 18 y 19 de abril de 2000 (vuelta) | 4 y 5 de abril de 2000 (ida) 18 y 19 de abril de 2000 (vuelta) | 4 y 5 de abril de 2000 (ida) 18 y 19 de abril de 2000 (vuelta) | 4 y 5 de abril de 2000 (ida) 18 y 19 de abril de 2000 (vuelta) |   |    | 2 y 3 de mayo de 2000 (ida) 9 y 10 de mayo de 2000 (vuelta) | 2 y 3 de mayo de 2000 (ida) 9 y 10 de mayo de 2000 (vuelta) | 2 y 3 de mayo de 2000 (ida) 9 y 10 de mayo de 2000 (vuelta) | 2 y 3 de mayo de 2000 (ida) 9 y 10 de mayo de 2000 (vuelta) | 2 y 3 de mayo de 2000 (ida) 9 y 10 de mayo de 2000 (vuelta) |  |    | 24 de mayo de 2000 Stade de France, Saint-Denis | 24 de mayo de 2000 Stade de France, Saint-Denis | 24 de mayo de 2000 Stade de France, Saint-Denis |  |
|  |                                                                |                                                                |                                                                |                                                                |                                                                |   |    |                                                             |                                                             |                                                             |                                                             |                                                             |  |    |                                                 |                                                 |                                                 |  |
|  |                                                                |                                                                |                                                                |                                                                |                                                                |   |    |                                                             |                                                             |                                                             |                                                             |                                                             |  |    |                                                 |                                                 |                                                 |  |
|  | 2C                                                             | Real Madrid                                                    | 0                                                              | 3                                                              | 3                                                              |   |    |                                                             |                                                             |                                                             |                                                             |                                                             |  |    |                                                 |                                                 |                                                 |  |
|  | 2C                                                             | Real Madrid                                                    | 0                                                              | 3                                                              | 3                                                              |   |    |                                                             |                                                             |                                                             |                                                             |                                                             |  |    |                                                 |                                                 |                                                 |  |
|  | 1B                                                             | Manchester United                                              | 0                                                              | 2                                                              | 2                                                              |   |    |                                                             |                                                             |                                                             |                                                             |                                                             |  |    |                                                 |                                                 |                                                 |  |
|  | 1B                                                             | Manchester United                                              | 0                                                              | 2                                                              | 2                                                              |   | 2C | Real Madrid                                                 | 2                                                           | 1                                                           | 3                                                           |                                                             |  |    |                                                 |                                                 |                                                 |  |
|  |                                                                |                                                                |                                                                |                                                                |                                                                |   | 2C | Real Madrid                                                 | 2                                                           | 1                                                           | 3                                                           |                                                             |  |    |                                                 |                                                 |                                                 |  |
|  |                                                                |                                                                | 1C                                                             | Bayern Múnich                                                  | 0                                                              | 2 | 2  |                                                             |                                                             |                                                             |                                                             |                                                             |  |    |                                                 |                                                 |                                                 |  |
|  | 2A                                                             | Porto                                                          | 1C                                                             | Bayern Múnich                                                  | 0                                                              | 2 | 2  | 1                                                           | 1                                                           | 2                                                           |                                                             |                                                             |  |    |                                                 |                                                 |                                                 |  |
|  | 2A                                                             | Porto                                                          |                                                                |                                                                |                                                                |   |    |                                                             |                                                             | 2                                                           |                                                             |                                                             |  |    |                                                 |                                                 |                                                 |  |
|  | 1C                                                             | Bayern Múnich                                                  | 1                                                              | 2                                                              | 3                                                              |   |    |                                                             |                                                             |                                                             |                                                             |                                                             |  |    |                                                 |                                                 |                                                 |  |
|  | 1C                                                             | Bayern Múnich                                                  | 1                                                              | 2                                                              | 3                                                              |   |    |                                                             |                                                             |                                                             |                                                             |                                                             |  | 2C | Real Madrid                                     | 3                                               |                                                 |  |
|  |                                                                |                                                                |                                                                |                                                                |                                                                |   |    |                                                             |                                                             |                                                             |                                                             |                                                             |  | 2C | Real Madrid                                     | 3                                               |                                                 |  |
|  |                                                                |                                                                | 2B                                                             | Valencia                                                       | 0                                                              |   |    |                                                             |                                                             |                                                             |                                                             |                                                             |  |    |                                                 |                                                 |                                                 |  |
|  | 2B                                                             | Valencia                                                       | 2B                                                             | Valencia                                                       | 0                                                              | 5 | 0  | 5                                                           |                                                             |                                                             |                                                             |                                                             |  |    |                                                 |                                                 |                                                 |  |
|  | 2B                                                             | Valencia                                                       |                                                                |                                                                |                                                                |   |    |                                                             |                                                             |                                                             |                                                             |                                                             |  |    |                                                 |                                                 |                                                 |  |
|  | 1D                                                             | Lazio                                                          | 2                                                              | 1                                                              | 3                                                              |   |    |                                                             |                                                             |                                                             |                                                             |                                                             |  |    |                                                 |                                                 |                                                 |  |
|  | 1D                                                             | Lazio                                                          | 2                                                              | 1                                                              | 3                                                              |   | 2B | Valencia                                                    | 4                                                           | 1                                                           | 5                                                           |                                                             |  |    |                                                 |                                                 |                                                 |  |
|  |                                                                |                                                                |                                                                |                                                                |                                                                |   | 2B | Valencia                                                    | 4                                                           | 1                                                           | 5                                                           |                                                             |  |    |                                                 |                                                 |                                                 |  |
|  |                                                                |                                                                | 1A                                                             | Barcelona                                                      | 1                                                              | 2 | 3  |                                                             |                                                             |                                                             |                                                             |                                                             |  |    |                                                 |                                                 |                                                 |  |
|  | 2D                                                             | Chelsea                                                        | 1A                                                             | Barcelona                                                      | 1                                                              | 2 | 3  | 3                                                           | 1                                                           | 4                                                           |                                                             |                                                             |  |    |                                                 |                                                 |                                                 |  |
|  | 2D                                                             | Chelsea                                                        |                                                                |                                                                |                                                                |   |    |                                                             |                                                             | 4                                                           |                                                             |                                                             |  |    |                                                 |                                                 |                                                 |  |
|  | 1A                                                             | Barcelona (t. s.)                                              | 1                                                              | 5                                                              | 6                                                              |   |    |                                                             |                                                             |                                                             |                                                             |                                                             |  |    |                                                 |                                                 |                                                 |  |
|  | 1A                                                             | Barcelona (t. s.)                                              | 1                                                              | 5                                                              | 6                                                              |   |    |                                                             |                                                             |                                                             |                                                             |                                                             |  |    |                                                 |                                                 |                                                 |  |
|  |                                                                |                                                                |                                                                |                                                                |                                                                |   |    |                                                             |                                                             |                                                             |                                                             |                                                             |  |    |                                                 |                                                 |                                                 |  |

## Final
| 27    | POR   | Iker Casillas      |     |
| 2     | DEF   | Míchel Salgado     | 84' |
| 18    | DEF   | Aitor Karanka      |     |
| 15    | DEF   | Iván Helguera      |     |
| 12    | DEF   | Iván Campo         |     |
| 3     | DEF   | Roberto Carlos     |     |
| 6     | MED   | Fernando Redondo   |     |
| 8     | MED   | Steve McManaman    |     |
| 7     | DEL   | Raúl González      |     |
| 9     | DEL   | Fernando Morientes | 71' |
| 19    | DEL   | Nicolas Anelka     | 79' |
| D. T. | D. T. | Vicente del Bosque |     |

| 1     | POR   | Santiago Cañizares  |     |
| 2     | DEF   | Mauricio Pellegrino |     |
| 5     | DEF   | Miroslav Djukić     |     |
| 20    | DEF   | Jocelyn Angloma     |     |
| 35    | DEF   | Gerardo García      | 68' |
| 8     | MED   | Javier Farinós      |     |
| 6     | MED   | Gaizka Mendieta     |     |
| 10    | MED   | Miguel Ángel Angulo |     |
| 18    | MED   | Kily González       |     |
| 14    | MED   | Gerard López        |     |
| 7     | DEL   | Claudio López       |     |
| D. T. | D. T. | Héctor Cúper        |     |

| 11 | MED | Sávio Bortolini | 71' |
| 5  | DEF | Manolo Sanchís  | 79' |
| 4  | DEF | Fernando Hierro | 84' |

| 11 | DEL | Adrian Ilie | 68' |

| 39' · 67' · 75' | Fernando Morientes Steve McManaman Raúl González | 1-0 2-0 3-0 |

| 36' · 58' | Míchel Salgado Roberto Carlos |

| 37' · 62' · 82' · 92' | Gerard López Santiago Cañizares Javier Farinós Mauricio Pellegrino |

| Principal  | Stefano Braschi      |
| Asistentes | Gennaro Mazzei       |
|            | Piergiuseppe Farneti |
| Cuarto     | Domenico Messina     |

|                    |    |    |
| Tiros              | 14 | 6  |
| Tiros a puerta     | 11 | 1  |
| Faltas             | 9  | 20 |
| Saques de esquina  | 8  | 10 |
| Fueras de juego    | 1  | 1  |
| Posesión del balón | 53 | 47 |

| Alineación inicial |

| 27    | POR   | Iker Casillas      |     |
| 2     | DEF   | Míchel Salgado     | 84' |
| 18    | DEF   | Aitor Karanka      |     |
| 15    | DEF   | Iván Helguera      |     |
| 12    | DEF   | Iván Campo         |     |
| 3     | DEF   | Roberto Carlos     |     |
| 6     | MED   | Fernando Redondo   |     |
| 8     | MED   | Steve McManaman    |     |
| 7     | DEL   | Raúl González      |     |
| 9     | DEL   | Fernando Morientes | 71' |
| 19    | DEL   | Nicolas Anelka     | 79' |
| D. T. | D. T. | Vicente del Bosque |     |

| 1     | POR   | Santiago Cañizares  |     |
| 2     | DEF   | Mauricio Pellegrino |     |
| 5     | DEF   | Miroslav Djukić     |     |
| 20    | DEF   | Jocelyn Angloma     |     |
| 35    | DEF   | Gerardo García      | 68' |
| 8     | MED   | Javier Farinós      |     |
| 6     | MED   | Gaizka Mendieta     |     |
| 10    | MED   | Miguel Ángel Angulo |     |
| 18    | MED   | Kily González       |     |
| 14    | MED   | Gerard López        |     |
| 7     | DEL   | Claudio López       |     |
| D. T. | D. T. | Héctor Cúper        |     |

| 11 | MED | Sávio Bortolini | 71' |
| 5  | DEF | Manolo Sanchís  | 79' |
| 4  | DEF | Fernando Hierro | 84' |

| 11 | DEL | Adrian Ilie | 68' |

| 39' · 67' · 75' | Fernando Morientes Steve McManaman Raúl González | 1-0 2-0 3-0 |

| 36' · 58' | Míchel Salgado Roberto Carlos |

| 37' · 62' · 82' · 92' | Gerard López Santiago Cañizares Javier Farinós Mauricio Pellegrino |

| Principal  | Stefano Braschi      |
| Asistentes | Gennaro Mazzei       |
|            | Piergiuseppe Farneti |
| Cuarto     | Domenico Messina     |

|                    |    |    |
| Tiros              | 14 | 6  |
| Tiros a puerta     | 11 | 1  |
| Faltas             | 9  | 20 |
| Saques de esquina  | 8  | 10 |
| Fueras de juego    | 1  | 1  |
| Posesión del balón | 53 | 47 |

| Alineación inicial |

| 27    | POR   | Iker Casillas      |     |
| 2     | DEF   | Míchel Salgado     | 84' |
| 18    | DEF   | Aitor Karanka      |     |
| 15    | DEF   | Iván Helguera      |     |
| 12    | DEF   | Iván Campo         |     |
| 3     | DEF   | Roberto Carlos     |     |
| 6     | MED   | Fernando Redondo   |     |
| 8     | MED   | Steve McManaman    |     |
| 7     | DEL   | Raúl González      |     |
| 9     | DEL   | Fernando Morientes | 71' |
| 19    | DEL   | Nicolas Anelka     | 79' |
| D. T. | D. T. | Vicente del Bosque |     |

| 1     | POR   | Santiago Cañizares  |     |
| 2     | DEF   | Mauricio Pellegrino |     |
| 5     | DEF   | Miroslav Djukić     |     |
| 20    | DEF   | Jocelyn Angloma     |     |
| 35    | DEF   | Gerardo García      | 68' |
| 8     | MED   | Javier Farinós      |     |
| 6     | MED   | Gaizka Mendieta     |     |
| 10    | MED   | Miguel Ángel Angulo |     |
| 18    | MED   | Kily González       |     |
| 14    | MED   | Gerard López        |     |
| 7     | DEL   | Claudio López       |     |
| D. T. | D. T. | Héctor Cúper        |     |

| 11 | MED | Sávio Bortolini | 71' |
| 5  | DEF | Manolo Sanchís  | 79' |
| 4  | DEF | Fernando Hierro | 84' |

| 11 | DEL | Adrian Ilie | 68' |

| 39' · 67' · 75' | Fernando Morientes Steve McManaman Raúl González | 1-0 2-0 3-0 |

| 36' · 58' | Míchel Salgado Roberto Carlos |

| 37' · 62' · 82' · 92' | Gerard López Santiago Cañizares Javier Farinós Mauricio Pellegrino |

| Principal  | Stefano Braschi      |
| Asistentes | Gennaro Mazzei       |
|            | Piergiuseppe Farneti |
| Cuarto     | Domenico Messina     |

|                    |    |    |
| Tiros              | 14 | 6  |
| Tiros a puerta     | 11 | 1  |
| Faltas             | 9  | 20 |
| Saques de esquina  | 8  | 10 |
| Fueras de juego    | 1  | 1  |
| Posesión del balón | 53 | 47 |

| Alineación inicial |

| 27    | POR   | Iker Casillas      |     |
| 2     | DEF   | Míchel Salgado     | 84' |
| 18    | DEF   | Aitor Karanka      |     |
| 15    | DEF   | Iván Helguera      |     |
| 12    | DEF   | Iván Campo         |     |
| 3     | DEF   | Roberto Carlos     |     |
| 6     | MED   | Fernando Redondo   |     |
| 8     | MED   | Steve McManaman    |     |
| 7     | DEL   | Raúl González      |     |
| 9     | DEL   | Fernando Morientes | 71' |
| 19    | DEL   | Nicolas Anelka     | 79' |
| D. T. | D. T. | Vicente del Bosque |     |

| 1     | POR   | Santiago Cañizares  |     |
| 2     | DEF   | Mauricio Pellegrino |     |
| 5     | DEF   | Miroslav Djukić     |     |
| 20    | DEF   | Jocelyn Angloma     |     |
| 35    | DEF   | Gerardo García      | 68' |
| 8     | MED   | Javier Farinós      |     |
| 6     | MED   | Gaizka Mendieta     |     |
| 10    | MED   | Miguel Ángel Angulo |     |
| 18    | MED   | Kily González       |     |
| 14    | MED   | Gerard López        |     |
| 7     | DEL   | Claudio López       |     |
| D. T. | D. T. | Héctor Cúper        |     |

| 11 | MED | Sávio Bortolini | 71' |
| 5  | DEF | Manolo Sanchís  | 79' |
| 4  | DEF | Fernando Hierro | 84' |

| 11 | DEL | Adrian Ilie | 68' |

| 39' · 67' · 75' | Fernando Morientes Steve McManaman Raúl González | 1-0 2-0 3-0 |

| 36' · 58' | Míchel Salgado Roberto Carlos |

| 37' · 62' · 82' · 92' | Gerard López Santiago Cañizares Javier Farinós Mauricio Pellegrino |

| Principal  | Stefano Braschi      |
| Asistentes | Gennaro Mazzei       |
|            | Piergiuseppe Farneti |
| Cuarto     | Domenico Messina     |

|                    |    |    |
| Tiros              | 14 | 6  |
| Tiros a puerta     | 11 | 1  |
| Faltas             | 9  | 20 |
| Saques de esquina  | 8  | 10 |
| Fueras de juego    | 1  | 1  |
| Posesión del balón | 53 | 47 |

| Alineación inicial |

|                                      |
| Bandera de España                    |
| Campeón Real Madrid C. F. 8.º título |

## Máximos goleadores
| Jugador            | Equipo                  | Goles |
| ------------------ | ----------------------- | ----- |
| Raúl González      | Real Madrid C. F.       | 10    |
| Mário Jardel       | F. C. Porto             | 10    |
| Rivaldo            | F. C. Barcelona         | 10    |
| Simone Inzaghi     | S. S. Lazio             | 9     |
| Tore André Flo     | Chelsea F. C.           | 8     |
| Serhiy Rebrov      | F. C. Dinamo de Kiev    | 8     |
| Patrick Kluivert   | F. C. Barcelona         | 7     |
| Paulo Sérgio       | F. C. Bayern Múnich     | 7     |
| Gabriel Batistuta  | A. C. F. Fiorentina     | 6     |
| Luis Enrique       | F. C. Barcelona         | 6     |
| Roy Keane          | Manchester United F. C. | 6     |
| Fernando Morientes | Real Madrid C. F.       | 6     |

La UEFA solamente considera los goles marcados a partir de la primera fase de grupos, y no los de las clasificatorias.

## Jugadores premiados por la UEFA
| Jugadores premiados  | Jugadores premiados                  |
| -------------------- | ------------------------------------ |
| Mejor jugador        | Fernando Redondo (Real Madrid C. F.) |
| Mejor portero        | Oliver Kahn (F. C. Bayern Múnich)    |
| Mejor defensa        | Jaap Stam (Manchester United F. C.)  |
| Mejor centrocampista | Gaizka Mendieta (Valencia C. F.)     |
| Mejor delantero      | Raúl González (Real Madrid C. F.)    |

## Rendimiento general
| Pos. | Equipo                | Pts. | PJ | G  | E | P | GF | GC | Dif. | Rend.  |
| ---- | --------------------- | ---- | -- | -- | - | - | -- | -- | ---- | ------ |
| 1    | Real Madrid           | 33   | 17 | 10 | 3 | 4 | 35 | 23 | +12  | 64.70% |
| 2    | Valencia              | 28   | 17 | 8  | 4 | 5 | 27 | 18 | +9   | 54.90% |
|      |                       |      |    |    |   |   |    |    |      |        |
| 3    | Barcelona             | 36   | 16 | 11 | 3 | 2 | 45 | 23 | +22  | 75%    |
| 4    | Bayern Múnich         | 29   | 16 | 8  | 5 | 3 | 25 | 19 | +6   | 60.42% |
|      |                       |      |    |    |   |   |    |    |      |        |
| 5    | Lazio                 | 28   | 14 | 8  | 4 | 2 | 26 | 12 | +14  | 66.67% |
| 6    | Manchester United     | 27   | 14 | 8  | 3 | 3 | 21 | 11 | +10  | 64.28% |
| 7    | Chelsea               | 24   | 14 | 7  | 3 | 4 | 22 | 14 | +8   | 57.14% |
| 8    | Porto                 | 23   | 14 | 7  | 2 | 5 | 19 | 17 | +2   | 54.76% |
|      |                       |      |    |    |   |   |    |    |      |        |
| 9    | Dinamo de Kiev        | 17   | 12 | 5  | 2 | 5 | 18 | 16 | +2   | 47.22% |
| 10   | Sparta Praga          | 17   | 12 | 4  | 5 | 3 | 19 | 18 | +1   | 47.22% |
| 11   | Fiorentina            | 17   | 12 | 4  | 5 | 3 | 16 | 15 | +1   | 47.22% |
| 12   | Feyenoord             | 16   | 12 | 3  | 7 | 2 | 14 | 13 | +1   | 44.44% |
| 13   | Girondins de Burdeos  | 14   | 12 | 3  | 5 | 4 | 12 | 18 | −6   | 38.89% |
| 14   | Olympique de Marsella | 14   | 12 | 4  | 2 | 6 | 12 | 19 | −7   | 38.89% |
| 15   | Rosenborg             | 12   | 12 | 3  | 3 | 6 | 17 | 16 | +1   | 33.33% |
| 16   | Hertha Berlín         | 10   | 12 | 2  | 4 | 6 | 10 | 18 | −8   | 27.78% |
|      |                       |      |    |    |   |   |    |    |      |        |
| 17   | Arsenal               | 8    | 6  | 2  | 2 | 2 | 9  | 9  | 0    | 44.44% |
| 18   | Bayer Leverkusen      | 7    | 6  | 1  | 4 | 1 | 7  | 7  | 0    | 38.89% |
| 19   | Rangers               | 7    | 6  | 2  | 1 | 3 | 7  | 7  | 0    | 38.89% |
| 20   | Galatasaray           | 7    | 6  | 2  | 1 | 3 | 10 | 13 | −3   | 38.89% |
| 21   | Olympiacos            | 7    | 6  | 2  | 1 | 3 | 9  | 12 | −3   | 38.89% |
| 22   | Milan                 | 6    | 6  | 1  | 3 | 2 | 6  | 7  | −1   | 33.33% |
| 23   | Borussia Dortmund     | 6    | 6  | 1  | 3 | 2 | 7  | 9  | −2   | 33.33% |
| 24   | Sturm Graz            | 6    | 6  | 2  | 0 | 4 | 5  | 12 | −7   | 33.33% |
| 25   | Croatia Zagreb        | 5    | 6  | 1  | 2 | 3 | 7  | 7  | 0    | 27.78% |
| 26   | Spartak de Moscú      | 5    | 6  | 1  | 2 | 3 | 9  | 12 | −3   | 27.78% |
| 27   | Boavista              | 5    | 6  | 1  | 2 | 3 | 4  | 10 | −6   | 27.78% |
| 28   | PSV Eindhoven         | 4    | 6  | 1  | 1 | 4 | 5  | 10 | −5   | 22.22% |
| 29   | Maribor               | 4    | 6  | 1  | 1 | 4 | 2  | 12 | −10  | 22.22% |
| 30   | Molde                 | 3    | 6  | 1  | 0 | 5 | 6  | 14 | −8   | 16.67% |
| 31   | Willem II             | 2    | 6  | 0  | 2 | 4 | 7  | 15 | −8   | 11.11% |
| 32   | AIK Estocolmo         | 1    | 6  | 0  | 1 | 5 | 4  | 16 | −12  | 5.56%  |

 Fuente: 